# Désiré Rakotoarijaona
Désiré Rakotoarijaona (Antananarivo, 19 de junio de 1934) es un militar y político de Madagascar.

## Carrera
Se educó en Francia y en la facultad de derecho y ciencias económicas de Madagascar.
Su carrera militar comenzó en 1964 cuando fue nombrado comandante de la Compañía de Gendarmería en Miarinarivo. Luego se convirtió sucesivamente en jefe del Departamento de Equipamiento de la Gendarmería Nacional en 1969 y comandante del Centro de Administración de la Gendarmería Nacional desde 1972. Llegó al grado de general de brigada.
En febrero de 1975 fue nombrado ministro de finanzas. Desde junio de 1975, ha sido miembro del Consejo Supremo de la Revolución (cámara alta).
Fue primer ministro de la República Democrática de Madagascar entre 1977 y 1988, nombrado por el presidente Didier Ratsiraka.
Participó como candidato independiente en las elecciones presidenciales de noviembre de 1996, terminando en el 15.º lugar con el 0,37 % de los votos.